# 갸오디션
갸오디션(일본어: ギャオーディション)은 USEN이 운영하는 인터넷 텔레비전 GyaO에서 행해진 오디션.

## 개요
GyaO 개국 2주년을 기회로 「GyaO에서 차세대의 스타를 시청자와 같이 발굴하고 싶다」라는 컨셉으로 개시되었다. 아나운서, 예능 전반, 스포츠 등 여러 가지 분야의 오디션이 행해진다. 인터넷 텔레비전이라는 특징을 살리고,  전형은 WEB투표로 행해진다.

## 각 회

### 제1회
- 대회명：방송국 아나운서 공개 오디션
- 개시일(년)：2007년
- 그랑프리：사이 유리나
- 특별상

- 준 그랑프리：다나카 레미
- 풀 캐스트 그룹 특별상：도리이 아쓰코
- 자란상：데라다 신지로
- GAGA특별상：가와구치 리사
- 유니 라이프 상：이토 마나, 우에무라 마나미

- 응모인원：7,125
- 메인 캐스터：스피드 와곤, 안즈 사유리
- 나레이터：후토가네 킨타
- 심사원

- 우노 야스히데
- 가와이 신야
- 우오즈미 리에
- 다케야마 타카노리
- IKKO
- 미야자와 마사아키

- 스폰서

- 메가네 슈퍼
- 자란
- FULLCAST GROUP
- UniLife

- 서포터 송：「Wonderful」RIP SLYME

### 제2회
- 대회명：라일라의 모험 황금나침반 판타지 히로인 오디션
- 개시일(년)：2007년
- 그랑프리：니시우치 마리야
- 본선출전：야기 아리사, 아베 에레나, 마쓰야마 메아리, 나카지마 아스카, 와카나 히마리
- 예선탈락：하시모토 텐카, 구라우치 사리, 구로세 마나미,  사와다 소노코, 미야기 나쓰미, 노자키 카호
- 응모인원：5,104
- 메인 캐스터：스피드 와곤, 사이 유리나
- 나레이터：후토가네 킨타
- 심사원

- 우노 야스히데
- 이쿠라 카즈에
- 기무라 에리코
- 호시노 유카
- 모리구치 카즈노리
- 요시무라 토모미